# Sukorukun
Sukorukun is een bestuurslaag in het regentschap Pati van de provincie Midden-Java, Indonesië. Sukorukun telt 2403 inwoners (volkstelling 2010).